# 1864, Sønner af de slagne
1864, Sønner af de slagne er en bog skrevet af historikeren Rasmus Glenthøj. 
Bogen blev udgivet i 2014 på Gads Forlag.
Bogen tegner en linje fra tabet af Norge i 1814 til nederlaget i 1864. Glenthøj argumenterer for, at slaget på Dybbøl var udtryk for, at Danmark var underlagt europæisk storpolitik og i kraft af tabet af Norge ikke havde styrke til af egen kraft at gennemtvinge de politiske løsninger, som ville kunne have afværget krigen.